# Miniera di San Giovanni
La miniera di San Giovanni è collocata a mezza costa del Monte San Giovanni, a 3 km dalla città di Iglesias, nella provincia del Sud Sardegna. La si raggiunge dalla strada stata 126 dove, al Km. 33,250 c'è un caratteristico portale che introduce nella concessione comprendente 385 ettari ripartiti tra il comune di Iglesias e quello di Gonnesa. Da lì si accede al primo blocco di case operaie, alla vecchia scuola abbandonata e all'infermeria. Attorno i resti dei magazzini e delle vecchie tramogge di carico dei treni che portavano il minerale al porto di Portovesme e a quello di Sant'Antioco. Dopo circa 200 metri si arriva al cancello della miniera vera e propria che ormai non svolge più nessun attività estrattiva ma offre ai turisti la suggestiva visita alla Grotta di Santa Barbara. Proseguendo sulla strada panoramica che sale sul fianco del monte si raggiunge il villaggio Normann che ospitava le residenze dei dirigenti e dei quadri della Miniera di San Giovanni.

## Storia

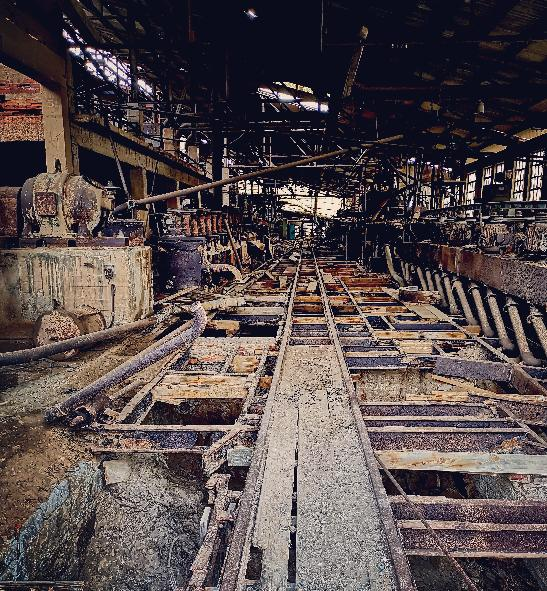
Miniera di San Giovanni - ruderi laveria Idina

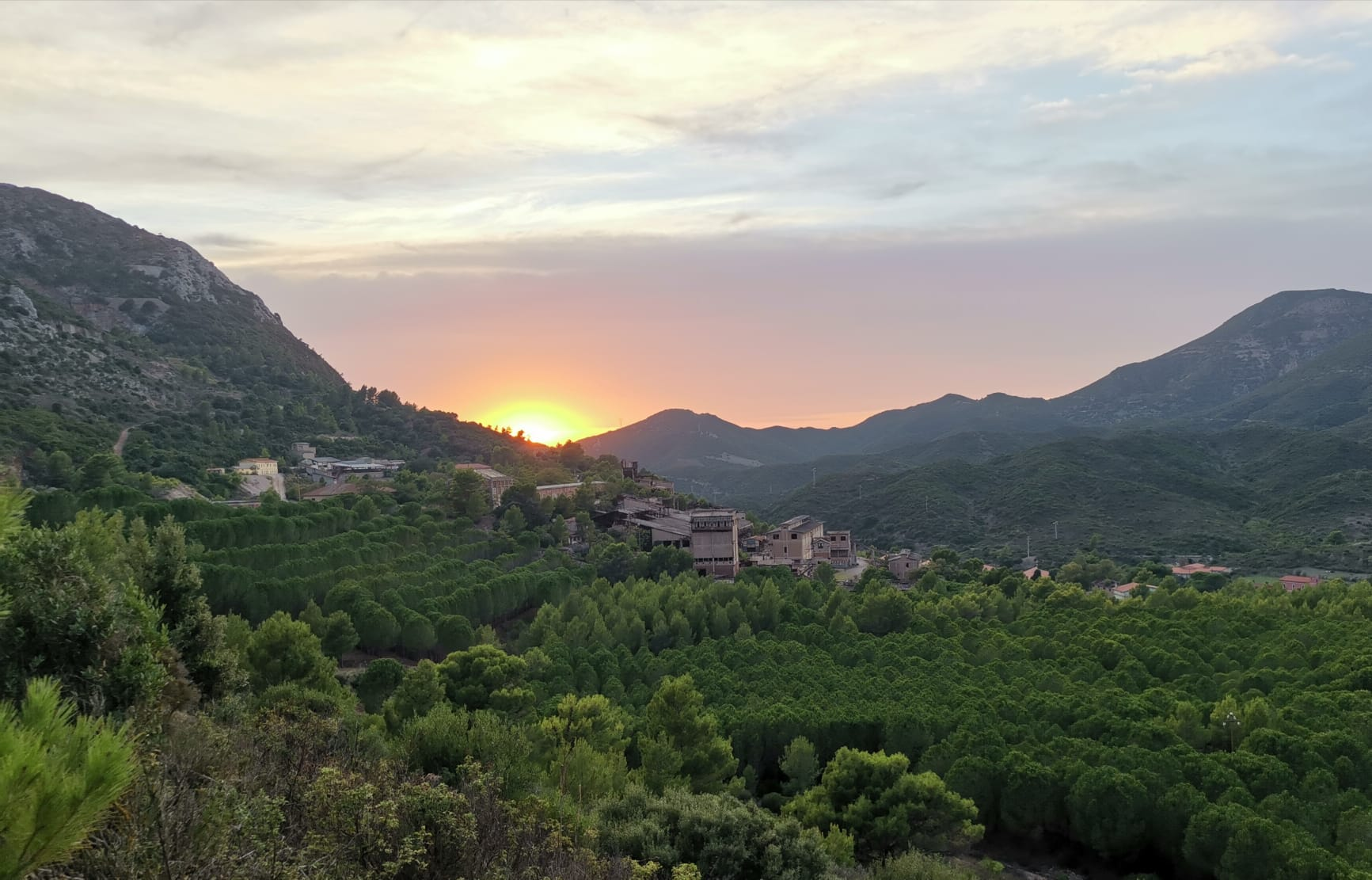
Miniera di San Giovanni, panorama visto da est verso ovest

La miniera di San Giovanni è nel cuore nell’omonimo Monte San Giovanni dove i giacimenti minerari erano già noti nel periodo fenicio-punico e poi sfruttati dai Romani. Nel Medioevo vennero utilizzati dai Pisani prima e poi dagli Aragonesi soprattutto per l’estrazione dell’argento con il quale si coniavano monete nella vicina zecca di Villa di Chiesa. 
Nei secoli successivi l'attività fu scarsa: alcuni tentativi di coltivazione nel monte San Giovanni furono esperiti nel 1554 dal genovese Antonio Massimo Marti ma i risultati furono alquanto modesti. Nel 1859 fu l’ing. Giulio Keller, direttore della vicina miniera di Monteponi, in società con l’imprenditore iglesiente Angelo Nobilioni, ad ottenere il permesso di ricerca che, nel 1864, cedettero alla società inglese Gonnesa Mining Company Limited. Questa scoprì il giacimento e ottenne la concessione nel 1867. Dopo diverse variazioni azionarie, derivanti dalla modifica dei soci, nel 1904 la miniera passò alla società inglese Pertusola Limited capitanata dall’imprenditore inglese lord Thomas Alnutt Brassey.
Sotto la sua guida la miniera di San Giovanni crebbe negli impianti e nella produzione fino al 1919 quando Brassey morì a causa di un tragico incidente. Le sue quote azionarie, in mano alla vedova Lady Idina Brassey, vennero vendute alla multinazionale mineraria franco-spagnola Penaroja, società che successivamente venne acquisita, nel ramo francese, dai banchieri baroni Rothschild per poi confluire nella Società Mineraria e Metallurgica di Pertusola S.p.A., con sede a Genova. La Pertusola SpA condusse la miniera di San Giovanni fino al 1969 quando i profitti non giustificarono più l’impegno in Sardegna. Per impedire un forte contraccolpo sull’economia dell’Isola intervenne direttamente la Regione Sardegna tramite la propria controllata Piombo Zincifera Sarda SpA.
Nel 1981 la Piombo Zincifera Sarda venne assorbita dalla S.A.M.I.M. e questa nel 1987 dalla S.I.M. che cessò la sua attività nel 1998 con la definitiva chiusura delle miniere.
Nel 1998, la Società Italiana Miniere cambiò denominazione in IGEA S.p.A. e nel 1999 incorpora le società che hanno cessato la loro attività mineraria nell’area dell’Iglesiente: Bariosarda S.p.A., Miniere Iglesiente S.p.A. e Piombo Zincifera Sarda S.p.A. Da allora la miniera di San Giovanni, il villaggio Normann e il suo bellissimo patrimonio immobiliare sono stati abbandonati al proprio destino.